# 梅尼勒阿内勒
梅尼勒阿内勒（法語：Ménil-Annelles，法語發音：[menil anɛl]）是法国大東部大區阿登省的一个市镇，属于勒泰勒区。

## 地理
梅尼勒阿内勒（49°26'23"N, 4°26'41"E）面积9.15 平方千米，位于法国大東部大區阿登省，该省份为法国北部内陆省份，西接埃纳省，南至马恩省，东临默兹省，北与比利时接壤。
与梅尼勒阿内勒接壤的市镇（或旧市镇、城区）包括：阿内勒、蒙洛朗、波夫尔、索尔斯尚珀努瓦斯、瑟伊、勒图尔讷河畔维尔。

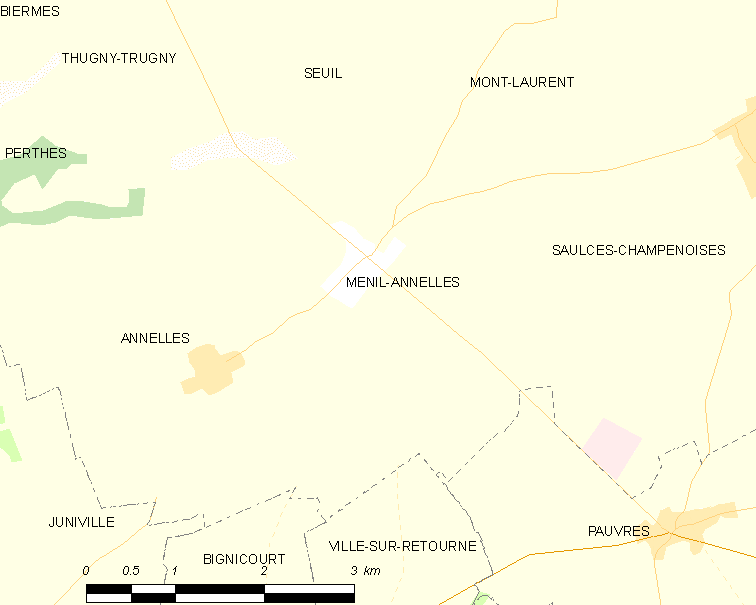
梅尼勒阿内勒的OSM定位图

梅尼勒阿内勒的时区为UTC+01:00、UTC+02:00（夏令时）。

## 行政
梅尼勒阿内勒的邮政编码为08310，INSEE市镇编码为08286。

## 政治
梅尼勒阿内勒所属的省级选区为波尔西安堡县。

## 人口

1962-2008年间梅尼勒阿内勒人口变化图示

梅尼勒阿内勒于2022年1月1日时的人口数量为102人。